# Love You like a Love Song
"Love You like a Love Song" é uma canção contida no terceiro álbum de estúdio da banda americana Selena Gomez & the Scene, anunciada como o segundo single do álbum When the Sun Goes Down. Foi lançada em 17 de junho de 2011 pela Hollywood Records, sendo que estava prevista para ser lançada em 21 de junho. A faixa foi escrita por Adam Schmalholz, Tim James, Antonina Armato, com auxílio dos produtores da Rock Mafia. A canção se trata de uma declaração de amor. A faixa também está incluída na coletânea For You (2014).
A canção é semelhante à canções anteriores da banda, como "Naturally" e "Round and Round", e é influênciada pelas músicas de discoteca dos anos 70 e 80, o funk e o disco, que também influênciou o single "A Year Without Rain" do álbum anterior de mesmo nome. Recebeu certificação de disco de ouro em 20 de agosto pela Recording Industry Association of America (RIAA) por 500 mil cópias vendidas.
A canção foi performada no programa Good Morning America, no dia 17 de junho, mesmo dia que foi liberada para download digital no iTunes Store. Estava programada para ser performada na premiação canadense MuchMusic Video Awards 2011 com coreografia e dançarinos no dia 18 de junho, mas foi cancelada e somente Who Says foi cantada. A banda Selena Gomez & The Scene cantou a canção na premiação organizada pelo canal de televisão americano FOX, o Teen Choice Awards 2011, aonde foi acompanhado de passos de dança, ao final da apresentação, a canção  venceu a categoria Melhor Canção de Amor.
O vídeo da música estreou em 23 de junho de 2011 no VEVO. Foi dirigido por Jason Reitman, filmada nas praias de Malibu, na Califórnia, e tem três minutos e quarenta e um segundos. Mostra Selena em uma competição de karaokê e é anunciada a cantar uma música inédita, aonde aparece Selena e seu amado, em vários tempos da história, cenários, lugares diferenciados. Atualmente o hit ja vendeu mais de 7 milhões de cópias ao redor do mundo. A música já conta com mais de meio bilhão de visualizações no You Tube.

## Antecedentes
Após o lançamento de Who Says, um mês depois já se falava de um lançamento de um novo single, que se chamaria "Love you Like a Song", rumor que surgiu quando o nome provisório do álbum ainda era Otherside. Em 30 de abril de 2011 os produtores da Rock Mafia por meio do microblogging twitter, 'confirmaram' que Love you Like a Song não era correto e que o nome correto da canção seria "Love You like a Love Song" ou "Lovesong". Em maio a mídia confirmou o nome oficial da canção, "Love You like a Love Song".
| “ | Esta canção é divertida e eu queria que fosse realmente muito fashion e diferente e eu acho que nós temos conseguido isso. É basicamente falando sobre o quão louco você é sobre alguém quando esta no começo do relacionamento. É a fase da lua de mel se você quiser. | ” |

## Composição
"Love You like a Love Song" foi escrita por Adam Schmalholz, Tim James, Antonina Armato, com Rock Mafia produzindo-a. A canção influenciada pelo electro-pop, dance e pelo pop, começa com as batidas e já parte para o primeiro verso, aonde Selena diz "It's been said and done" acompannhada por uma bateria, caixa de ritmos e um sintetizador, a batida fica mais forte quando entra o refrão e Selena dita: "I, I love you like a love song baby/And I keep hittin' repeat-peat-peat-peat-peat" De acordo com a partitura publicada no Musicnotes.com pela Sony/ATV Music Publishing, "Love You Like a Love Song" é definida no compasso de tempo comum, com uma dança no ritmo moderado de 120 batidas por minuto. A canção foi escrita na tonalidade de Si maior, com a voz de Selena abrangendo os nós dos tons de E3 a C♯5. "Love You like a Love Song" segue uma seqüência básica de C♯5–E3–Mi5–Si5 em versos e E3–Fá♯–Mi–Si–Si M–Dó♯7 no coro.

## Lançamento e repercussão

### Resposta da crítica
| Críticas profissionais | Críticas profissionais |
| Avaliações da crítica  | Avaliações da crítica  |
| Fonte                  | Avaliação              |
| ---------------------- | ---------------------- |
| The Celebrity Cafe     | (mista)                |
| Plugged In Online      | (mista)                |
| PopCrush               | (positiva)             |
| BG News                | (mista)                |
| About.com              | [ 14 ]                 |
| MusicOMH.com           | (negativa)             |

Victoria Meng da The Celebrity Cafe disse que o problema de "Love You like a Love Song" é que música romântica não combina com o "clube eletrônico", o ritmo é mais usado para falar de sexo e obsessão como as canções de Lady Gaga. Critica a voz robótica de Selena no refrão, onde se fala de amor; a jornalista ainda questiona "por que alguém iria dar uma declaração de amor em tom monótono?". E finaliza dizendo que a canção é de qualidade, mas não para ser electro. Bob Hoose e Adam R. Holz do site Plugged In Online, em suas opiniões sobre o álbum When the Sun Goes Down, classificou "Love You like a Love Song" como uma declaração de amor adolescente e inocente, citando os versos ("I love you like a love song, baby/ … Boy, you play through my mind like a symphony/There's no way to describe what you do to me").
Amy Sciarretto do site PopCrush classificou a canção como sonhadora, ofegante, não impertinente e suave, inspirada nas batidas do funk dos anos 80, e acaba elogiando a voz da cantora. Jonathan Keilholz do BG News diz que a canção é "um pouco cativante", mas as letras são lisas e se questiona sobre o refrão, onde Selena dita "I love you like a love song, baby.", perguntando "Isso deve significar algo?".[carece de fontes?]
Bill Lamb do About.com disse que "a canção é incansavelmente otimista e delicadamente sexy" e que "ela é sem dúvida a melhor criação da equipe de composição e produção Rock Mafia desde a brilhante "Potential Breakup Song" para a dupla Aly & AJ". Ele terminou dizendo que "uma das razões para isso é que os vocais de Selena Gomez se tornam mais ricos e profundos a cada gravação" e deu 4.5 de cinco estrelas para a faixa. Blair Kelly, do MusicOMH.com, em sua revisão para o álbum, classificou a canção como irritante e frustante, "parecida com as canções de Lady Gaga".

## Vídeo clipe

### Precedentes
O vídeo foi gravado na quinta-feira do dia 19 de maio de 2011, e foi chamado de um vídeo musical "inovador para as princesas da disney". A direção do vídeo cabe ao famoso diretor canadense Jason Reitman. As locações das gravações do vídeo se instalaram nas praias de Malibu, na Califórnia. Sobre as gravações, Gomez declarou:
| “ | Esse vídeo foi a coisa mais louca que eu já fiz. [...] É uma música divertida e eu queria que ficasse bem elegante e diferente, e acho que conseguimos. | ” |

### Sinopse

Durante o vídeo musical, Gomez sofre uma crise de identidade enquanto interpreta a música em uma competição de karaokê. Tiago Testa, autor do blog Antífrase, do portal R7, escreve que "[é] perceptível que Selena está tentando mostrar este lado mulherão femme-fatale há um bom tempo já".

O vídeo mostra uma competição de karaokê japonês, com um homem interpretando "Naturally" (música gravada também pela banda Selena Gomez & the Scene em 2009), ele encerra sua apresentação e é aplaudido sem muito entusiasmo pela pequena platéia, logo após, uma mulher de ascedência japonesa chega e anuncia em japonês que Selena Gomez é a próxima a cantar, Gomez vai até o palco e é aplaudida sem entusiasmo pela platéia. O instrumental da canção começa e Selena canta a música acompanhada da letra na tela.
A primeira imagem de Selena que aparece no fundo do vídeo do karaokê é em uma praia com o seu amado, com um efeito rosado em um estilo hippie, o homem na praia toca um instrumento e ambos caminham pelas areias da praia, o sol da praia vai caindo e aparece um novo cenário, uma espécie de céu, onde aparece Selena caracterizada de Maria Antonieta e deitada em cima de um piano roxo triangular e um pianista (outra forma do seu amado), ambos com roupas do século XVIII, e os dois são rodeados por esculturas de antigos filósofos da Grécia Antiga.
O terceiro cenário do vídeo do karaoke é Selena ao lado de um motorista (seu amado) em um carro em alta velocidade em uma estrada com efeitos futuristas e um céu escuro, ela canta a canção e no óculos do homem aparece seus lábios cantando. A troca de identidade de Selena, com o cabelo preso e o batom cinza prateado aparecem logo após isso.
Depois, um campo cheio de flores rosas aparece, Selena está rodeada de cantores de serenatas, com chapéus mexicanos, um deles dá a Selena um sabre de luz e com ele ela tenta acertar uma pinhata em forma de coração com um, erra várias vezes e quando acerta, uma chuva de pétalas de rosas começa a cair, todos os cenários começam a aparecer enquanto Selena canta no karaokê. Todas as versões dos seus namorados se sentam aos poucos na platéia. Selena termina sua performance e a platéia a aplaude com entusiasmo, e finalmente ela desce do palco.

### Avaliação da crítica
Thiago Testa, do blog antífrase do portal R7 diz que Selena está se mostrando cada vez mais madura, ele diz que o karaoke que Selena participa no vídeo é maduro e que "perceptível que Selena está tentando mostrar este lado mulherão femme-fatale há um bom tempo já." (referência ao recém-lançado álbum de estúdio Femme Fatale de Britney Spears), ele questiona a "maturidade" repentina de Selena "Quanto tempo vocês dão para ela se meter em polêmicas e bebedeiras?" e diz que ela está se afastando de polêmicas e diz: "ela quer ficar longe de polêmicas - até o cavalo que foi pintado de rosa e gerou comentários negativos da cantora P!nk foi retirado do clipe!". A redação do site Sweet Beat classificou a canção como "cativante e divertida para dançar!" e já diz que a música "é clássico da Selena Gomez!" Diz que o vídeo da música é "divertido e colorido e as características Selena em um monte de fantasias!".

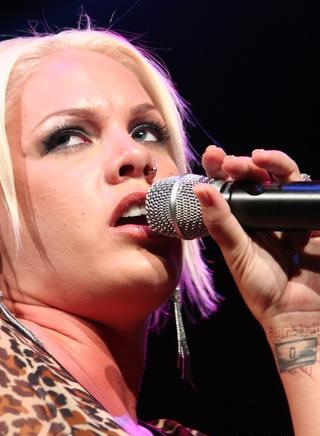
Pink, protestou contra os cavalos pintados de rosa.

### Controvérsia
Após as fotos liberadas do vídeo, dia 19 de maio, a cantora Pink escreveu no microblogging Twitter, dirigida aos protetores de animais que tinha visto cavalos pintados de rosa para uma gravação de um "vídeo musical estúpido". Descobriu-se que era referido ao vídeo musical para "Love You like a Love Song". Os representantes de Selena explicaram que nenhum animal foi mal-tratado nas gravações e as pinturas eram não-tóxicas e que havia, no set de gravação do vídeo funcionários da "sociedade humada" supervisionando.
| “ | Quando foi apresentada a ideia do vídeo para a Selena, ninguém a informou que os cavalos seriam pintados e ela tinha sido informada que seriam coloridos na pós-produção [via efeitos especiais], e quando Selena apareceu para as gravações ficou muito surpresa de vê-los pintados. | ” |

Um porta-voz do PETA (People for the Ethical Treatment of Animals) insistiu e disse que "não existem formas seguras para pintar um cavalo vivos ou qualquer outro animal", a produção de Gomez reforçou e disse que os cavalos foram pintados de uma formula não-tóxica feita de vegetais. Por fim, o diretor do vídeo resolveu remover os cavalos rosas do vídeo e tentar abafar a polêmica.

## Faixas
A versão digital de "Love You like a Love Song" foi lançada na iTunes Store, contém apenas uma faixa com duração de três minutos e oito segundos.
| Download digital |                             |                                             |         |  |
| N.º              | Título                      | Compositor(es)                              | Duração |  |
| 1.               | "Love You like a Love Song" | Adam Schmalholz, Tim James, Antonina Armato | 3:08    |  |

| Love You like a Love Song — CD single |                                                          |                                             |              |         |  |
| N.º                                   | Título                                                   | Compositor(es)                              | Produtor(es) | Duração |  |
| 1.                                    | "Love You like a Love Song" (Radio version)              | Adam Schmalholz, Tim James, Antonina Armato | Rock Mafia   | 3:08    |  |
| 2.                                    | "Love You like a Love Song" (Radio version instrumental) | Adam Schmalholz, Tim James, Antonina Armato | Rock Mafia   | 3:08    |  |

| Love You like a Love Song — The Remixes |                                                          |                                             |              |         |  |
| N.º                                     | Título                                                   | Compositor(es)                              | Produtor(es) | Duração |  |
| 1.                                      | "Love You like a Love Song" (Radio version)              | Adam Schmalholz, Tim James, Antonina Armato | Rock Mafia   | 3:09    |  |
| 2.                                      | "Love You like a Love Song" (Radio version instrumental) | Adam Schmalholz, Tim James, Antonina Armato | Rock Mafia   | 3:06    |  |
| 3.                                      | "Love You like a Love Song" (The Alias Radio Edit)       | Adam Schmalholz, Tim James, Antonina Armato | The Alias    | 3:28    |  |
| 4.                                      | "Love You like a Love Song" (The Alias Extended Mix)     | Adam Schmalholz, Tim James, Antonina Armato | The Alias    | 5:47    |  |

### Prêmios e Indicações
| Ano  | Prêmio                | Categoria                    | Resultado |
| ---- | --------------------- | ---------------------------- | --------- |
| 2012 | Vevo Certified Awards | 100.000.000 de visualizações | Venceu    |
| 2012 | ASCAP Awards          | Platinas                     |           |

## Créditos
Creditos tirados do encarte de When the Sun Goes Down.
- Composição – Adam Schmalholz, Tim James, Antonina Armato
- Produção – Rock Mafia
- Co-Produção – Devrim Karaoglu
- Mixagem – Paul Palmer e Rock Mafia
- Engenharia - Steve Hammons e Ross Hogarth
- Instrumentos e arranjos – Tim Pierce
- Vocais de apoio - Rock Mafia, Brooke Adams
- Gravação e mixagem em Rock Mafia Studios

## Desempenho nas paradas
Na primeira semana após o seu lançamento, "Love You like a Love Song" estreou na posição quarenta e sete do Hot Digital Songs e setenta e dois da Billboard Hot 100. Na semana do dia 14 de julho de 2011 a canção chegou a posição 16° no Hot Digital Songs e trinta e cinco na Billboard Hot 100.Mais tarde chegou a posição trinta e quatro da Hot 100 e depois na trinta e um, 31 semanas depois a música alcança a 23ª posição tornando-se seu segundo single mais bem sucedido da banda, e primeiro no canada.  No dia 25 de novembro de 2011 o single atingiu a primeira posição do Dance/Club Play Songs.
| Chart (2011)                           | Melhor posição |
| -------------------------------------- | -------------- |
| Austrália - (Australian Singles Chart) | 48             |
| Brasil - (Billboard Brasil Top 100)    | 1              |
| Brasil - (Billboard Brasil Top 40 Pop) | 31             |
| Bélgica - Flanders Top 50              | 11             |
| Bulgária - (Bulgaria Top 40)           | 37             |
| Canadá - (Canadian Hot 100)            | 10             |
| Dinamarca - (Tracklisten)              | 37             |
| Espanha - (Spanish Singles Chart)      | 41             |
| Eslováquia - (Slovakia Radio Top 100)  | 3              |
| Estados Unidos - (Billboard Hot 100)   | 22             |
| Estados Unidos - (Digital Songs)       | 16             |
| Estados Unidos - (Pop Songs)           | 6              |
| Estados Unidos - (Hot Dance Club Play) | 1              |
| Estados Unidos - (Radio Songs)         | 15             |
| França - (French Singles Chart)        | 57             |
| Irlanda - (Irish Singles Chart)        | 49             |
| Noruega - (Norwegian Singles Chart)    | 31             |
| Nova Zelândia - (RIANZ Top 40 Singles) | 21             |
| Reino Unido - (UK Singles Chart)       | 58             |
| Chéquia - (Czech Airplay Chart)        | 13             |
| Roménia - (Romanian Top 100)           | 70             |
| Rússia - (Russian Music Charts)        | 1              |
| Suécia - (Swedish Singles Chart)       | 41             |

| País           | Associação   | Certificação |
| -------------- | ------------ | ------------ |
| Austrália      | ARIA         | Ouro         |
| Estados Unidos | RIAA         | 4× Platina   |
| Noruega        | IFPI         | Platina      |
| Suécia         | GLF          | Ouro         |
| Canadá         | Music Canada | Platina      |
| Rússia         | 2M           | Platina      |

## Histórico de lançamento
Seu lançamento estava previsto para acontecer dia 21 de junho de 2011, sendo adiantado para o dia 17 de junho. No Brasil a canção estreou quase dois meses depois.
| País           | Data                 | Formato(s)       |
| -------------- | -------------------- | ---------------- |
| Mundo          | 17 de junho de 2011  | Download digital |
| Estados Unidos | 17 de junho de 2011  | Download digital |
| Brasil         | 10 de agosto de 2011 | Download digital |